# Munch’ŏn
Munch’ŏn (kor. 문천) – miasto w Korei Północnej, w prowincji Kangwŏn, nad Morzem Japońskim. Około 123 tys. mieszkańców.